# Widdern
Widdern er en by i den tyske delstat Baden-Württemberg, som ligger i kreisen Heilbronn. Widdern har 1.986 indbyggere (2006).